# 빌 버
윌리엄 프레더릭 버(영어: William Frederick Burr, 1968년 6월 10일 ~ )는 미국의 배우, 코미디언이다.

## 방송
- 브레이킹 배드 시즌5
- 브레이킹 배드 시즌4

## 영화
- 프론트 러너 (2018년)
- 그때 그시절 패밀리 시즌1 (2015년) - 프랭크 머피 목소리 역
- 좀비버 (2014년) - 요셉 역
- 엘로이즈 (2014년)
- 워크 오브 셰임 (2014년)
- 히트 (2013년) - 마크 멀린스 역
- 멋진 녀석들 (2012년) - 래리 역
- 브레이킹 배드 시즌4 (2011년) - 쿠비 역
- 치트 (2011년) - 빌리 역
- 브로큰 데이트 (2010년) - 월쉬 형사 역
- 트위스티드 포춘 (2007년)
- 써틴 오아 버스트 (2006년) - 본인 역
- 채펠스 쇼 (2003년)
- 패셔나다 (2002년)